# Sung Ťien
Sung Ťien (čínsky pchin-jinem Sòng Jiàn, znaky 宋健; * 29. prosince 1931) je bývalý čínský komunistický vědec a politik, státní poradce (1986–1998) a předseda státního výboru pro vědu a techniku (1984–1998), později místopředseda celostátního výboru Čínského lidového politického poradního shromáždění (1998–2003). Byl členem širšího vedení KS Číny jako kandidát (1982–1985) a člen (1985–2002) ústředního výboru. V 60. až 80. letech pracoval v čínském raketovém programu.

## Život
Sung Ťien se narodil 29. prosince 1931 v okrese Žung-čcheng na východě provincie Šan-tung. Roku 1947 vstoupil do Komunistické strany Číny. Studoval na průmyslové škole v Šan-tungu, poté v letech 1951–1953 na Technické univerzitě v Charbinu. Od roku 1953 studoval na Baumanově moskevské vysoké technické škole, kterou absolvoval roku 1958 a pokračoval postgraduálním studiem kybernetiky.
Roku 1960 se vrátil do Číny a nastoupil ve výzkumném institutu ministerstva národní obrany, kde se podílel na vývoji raket, současně vedl oddělení kybernetiky Matematického ústavu Čínské akademie věd. Od roku 1965 byl zástupcem ředitele výzkumného ústavu č. 2 sedmého ministerstva strojírenství. Během kulturní revoluce byl v letech 1966–1968 odstraněn z řídící práce, od roku 1968 pracoval v kosmodromu Ťiou-čchüan. Roku 1970 se mohl vrátit na své místo ve výzkumném ústavu č. 2. Od roku 1981 byl náměstkem a hlavním inženýrem ministra sedmého ministerstva strojírenství, resp. od roku 1982 ministerstva kosmického průmyslu. Na XII. sjezdu KS Číny v září 1982 byl zvolen kandidátem ústředního výboru
V září 1984 byl jmenován členem státní rady (vlády) jako předseda státního výboru pro vědu a techniku. Při reorganizaci stranického vedení v září 1985 a odchodu řady starých veteránů komunistického hnutí byl převeden z kandidátů mezi členy ústředního výboru (do kterého byl znovuzvolen na následujících sjezdech roku 1987, 1992 a 1997, do 2002). Od dubna 1986 současně převzal úřad státního poradce. V obou funkcích (předsedy státní komise a státního poradce) setrval i následujících vládách až do března 1998. Zodpovídal za zahájení a realizaci vládního programu "Jiskra", jehož cílem bylo zmírnění chudoby na venkově a rozvoj podnikání na venkově a ve městech v Číně; navrhl a vedl také program "Pochodeň", který inicioval rozvoj špičkových technologií založením 53 vědeckých parků po celém světě. Byl zastáncem politiky jednoho dítěte.
V březnu 1998 odešel z vlády, náhradou byl zvolen místopředsedou celostátního výboru Čínského lidového politického poradního shromáždění, kterým zůstal jedno volební období, do března 2003. V letech 1998–2002 byl také prezidentem Čínské technické akademie.